# Zlatko Špehar
Zlatko Špehar (Nova Gradiška, 1953.) je hrvatski franjevac Hrvatske provincije sv. Ćirila i Metoda. Hrvatski je knjiżevnik i putopisac. 

## Životopis
Rođen je 1953. g.  U Brđanima i Adžamovcima je pohađao osnovnu školu. U Samoboru pohađa Klasičnu gimnaziju Mater et Magistra. Filozofiju je studirao u Rijeci na Trsatu, bogoslovlje u Asizu i Rimu na Lateranskom sveučilištu. U Zagrebu i Beču završava poslijediplomski studij iz franjevačke duhovnosti i moralne teologije. Redovničke sakramente prima 1979. g.   
Bio je kapelan u Vukovaru, Osijeku i Virovitici. Godine 1983. je u austrijskom St. Pöltenu vodio Hrvatsku katoličku misiju. U Austriji je ravnao uredom za strance, za Domovinskog rata i poraća je organizirao pomaganje Hrvatskoj i BiH. Nakon što je 16 godina živio i radio u misijama među Hrvatima u inozemstvu, vraćen je 1999.g. u svoj Vukovar. Od 1999.g. bio je gvardijan vukovarski, a poslije je postao župnik hrvatske katoličke župe u Salzburgu. Pastoralni centar Sv. Bono u Vukovaru je građen u njegovoj organizaciji. Radio je na resocijalizaciji djece. Sudjeluje po međunarodnim Justitia et Pax. Član je Međunarodne komisije za ljudska prava Familia franciscana pri Organizaciji Ujedinjenih Naroda. Zauzima se za zaštitu prava branitelja i njihovih obitelji i ostalih povratnika.
Predsjedavao je Skandinavskim ekumenskim franjevačkim danima u Finskoj. U Hrvatskoj franjevačkoj provinciji Sv. Ćirila i Metoda predsjedavao je Vijećem za Pravdu, mir i skrb za sve stvoreno od 1996. g. Hrvatska ga je vlada imenovala državnim savjetnikom za razvoj i obnovu grada Vukovara. Salzburški nadbiskup, dr. Alois Kothgasser, imenovao ga je 29.06.2013.g. osobnim duhovnim savjetnikom s naslovom: "Erzbischöflicher Geistlicher Rat".

## Nagrade i priznanja
- Zlatni križ za mir i jedinstvo Europe
- Red Danice hrvatske s likom Katarine Zrinske
- medalja Grada Vukovara.
- Dobitnik je srebrne medalje Njemačkog Naroda za istinu o stradanju njemačkog naroda u poratnim godinama (1945...). Srebrnu medalju je osobno primio u Vukovaru u kolovozu 2004. od Predsjednka Njemačkog Saveznog Parlamenta dr. Wolfganga Thierse-a, a u nazočnosti veleposlanika Njemačke, Gerhardt-a Weiss-a.

## Književni radovi
Posebno je važno čitati knjiżevna ostvarenja Vukovarskog gvardijana između redaka i s razumijevanjem. Tako se u dolje navedenoj "Tajni starog mosta" opisuje put razvoja duhovnog poziva od dječačkog doba do zrelosti. U djelima posvećenima Vukovaru, zapisana je istina koja pronađe svoj put..... ma koliko on zapleten bio. 
Dana, 15. studenoga 2013. godine primljen je u članstvo Društva hrvatskih književnika.

## Djela
- Govorom do istine iz Vukovara - zapisi gvardijana vukovarskog , ogranak Matice hrvatske Vukovar,  2008.
- U sjeni južnoga križa - putopisi gvardijana vukovarskog, 2007.
- Putovima nade nastajanja - miropisi gvardijana vukovarskog, ogranak Matice hrvatske Vukovar,  2009.
- Tajna staroga mosta. dnevnik koji to nije, ogranak Matice hrvatske Vukovar, 2012.
- Tragom hrvatske niti u Argentini, ogranak Matice hrvatske Vukovar, 2014.

## Vanjske poveznice
- Glas Hrvata Zapadne Polutke[neaktivna poveznica] VUKOVARSKE RATNE I PORATNE GODINE - predavanje fra Zlatka Špehara
- Pismo koje je vukovarski gvardijan Fra Zlatko Špehar pisao predsjedniku MKSJ-a Faustu Pocaru povodom presude ratnim zločincima Veselinu Šljivančaninu, Mili Mrkšiću i Miroslavu Radiću  Arhivirana inačica izvorne stranice od 21. studenoga 2011. (Wayback Machine)